# Stadio Nazionale del Perù (1952)

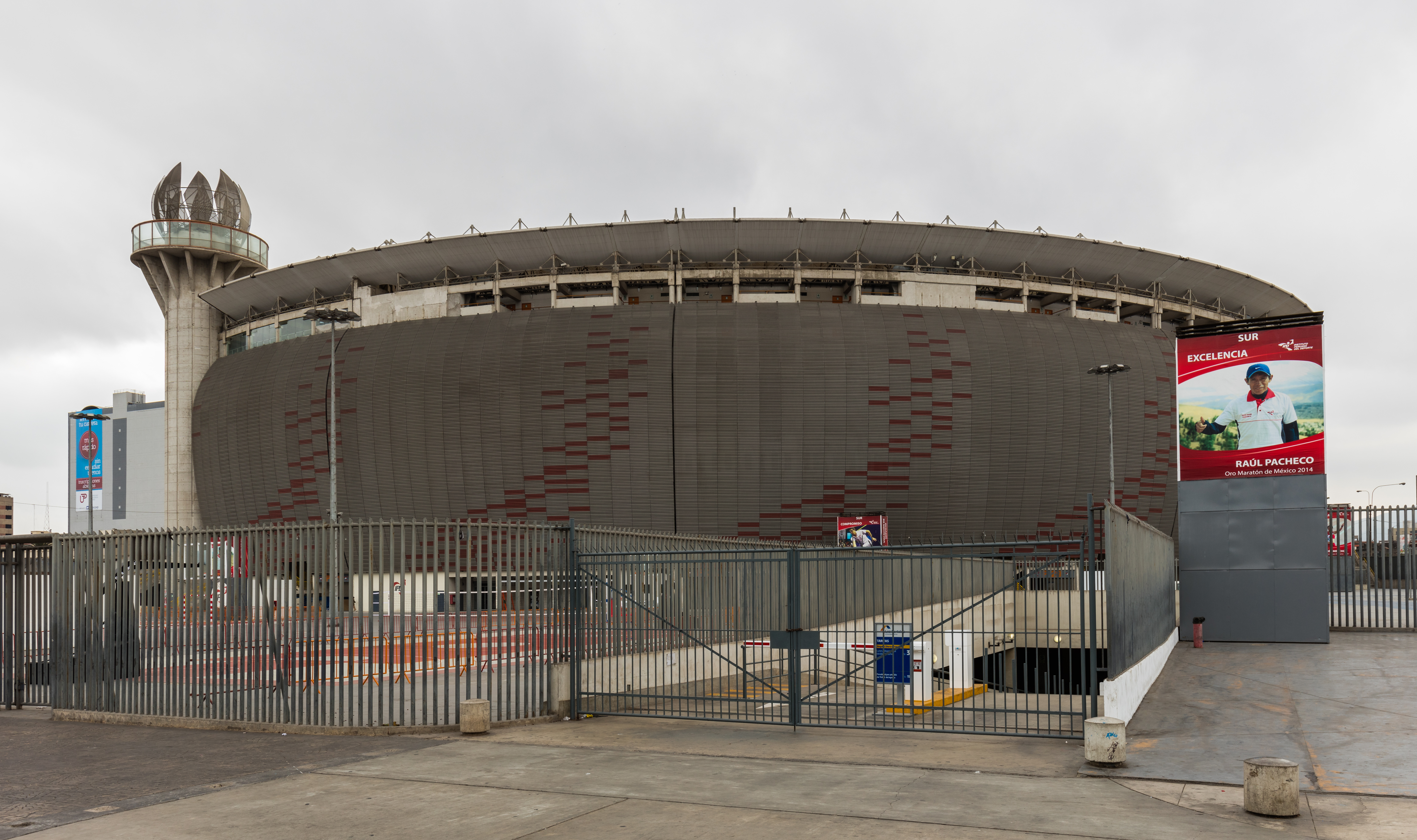
Vista dello stadio dall'esterno.

Lo stadio Nazionale del Perù (in spagnolo Estadio Nacional del Perú) è uno stadio di calcio situato a Lima, capitale del Perù. 
Inaugurato nel 1952 e più volte rinnovato, ha una capienza di 43 086 posti a sedere e ospita le partite interne di varie squadre: Ciclista Lima, Sporting Cristal, Deportivo Municipal, Univ. San Martín e nazionale peruviana. È noto anche con il nome di Coloso de José Díaz, dal nome della via situata vicino allo stadio. 

## Storia
Fu edificato tra il 1951 e il 1952, in contemporanea con la demolizione del vecchio stadio Nazionale del Perù, di cui prese il posto come sede abituale delle gare interne della nazionale peruviana di calcio.
È anche sede delle gare casalinghe dei club del Ciclista Lima, dello Sporting Cristal, del Deportivo Municipal e dell'Universidad San Martín.
Di struttura ellittica, lo stadio aveva in origine una capienza di 48 000 posti.
Durante le edizioni del 1953 e del 1957 del Campeonato Sudamericano de Football (corrispondente all'attuale Coppa America), organizzate dal Perù, furono qui disputate tutte le partite di tali tornei.
Nel 1964 la capienza del Nacional fu ridotta agli attuali 45.000 posti circa per ragioni di sicurezza, a seguito del Disastro dell'Estadio Nacional verificatosi il 24 marzo di quell'anno durante la partita del Torneo Pre-Olimpico CONMEBOL 1964 tra Perù e Argentina, valevole per la qualificazione al torneo di calcio ai Giochi della XVIII Olimpiade di Tokyo. Sul punteggio di 1-0 per gli ospiti, scoppiarono notevoli incidenti sugli spalti a seguito dell'annullamento da parte dell'arbitro di un goal giudicato regolare dal pubblico di casa: la polizia sparò ingenti quantità di lacrimogeni sugli spettatori, 328 dei quali, non potendo uscire dall'impianto poiché i cancelli erano stati chiusi all'inizio della partita per disposizione delle autorità, morirono soffocati.
Successivamente a quell'episodio, il grande calcio tornò al Nacional nel 1975, ospitando le gare interne della nazionale peruviana nella prima edizione della Coppa America andata in scena senza Paese organizzatore fisso. Il Perù del celebre Teófilo Cubillas giunse proprio in finale contro la Colombia: dopo l'andata a Bogotà (vinta dai colombiani per 1-0), il ritorno si disputò proprio in questo impianto, il 22 ottobre, e la vittoria arrise alla selezione blanquirroja per 2-0. Lo spareggio si disputò poi all'Estadio Olímpico de la Ciudad Universitaria di Caracas (Venezuela), ove il Perù si impose per 1-0, facendo suo il trofeo per la seconda volta.
Negli ultimi anni l'Estadio Nacional ha subito diverse ristrutturazioni, l'ultima delle quali nel 2011, dopo che nel 2004 erano stati effettuati altri lavori di ristrutturazione, in vista della Copa América disputata proprio quell'anno in Perù.
Un'altra importante rassegna che ha visto nel Nacional la sua sede principale è stato il campionato mondiale di calcio Under-17 2005. Proprio in occasione di questa manifestazione la superficie del campo fu cambiata in erba sintetica (Polytan Ligaturf 240 ACS 65), che venne mantenuta anche al termine della rassegna. Le società calcistiche partecipanti al campionato nazionale hanno tuttavia chiesto più volte il ripristino dell'erba naturale, ritenendo quella sintetica causa di frequenti infortuni.
Ha inoltre ospitato diverse manifestazioni non solo sportive, soprattutto concerti: nel solo biennio 2008-2009 si sono qui esibiti, tra gli altri, cantanti e gruppi musicali famosi, come i Deep Purple, Marc Anthony, i Whitesnake, i Red Hot Chili Peppers (nel 2011), Boy George, gli Iron Maiden, i Kiss e gli Oasis.